# SAT

Логотип тесту SAT

SAT Reasoning Test є стандартизованим тестом для вступу до коледжів у США. Рада коледжів — неприбуткова організація, що є власником тестів та публікує й розробляє їх у США. В минулому тест розроблявся, публікувався та перевірявся Educational Testing Service (укр. Служба Освітнього Тестування) котра й досі адмініструє цей екзамен. Мета тесту — оцінити готовність школяра до коледжу. Вперше тест провели у 1926 році, в той час як назва та оцінювання неодноразово змінювалося. Спочатку тест звався Scholastic Aptitude Test (укр. Шкільний Тест Придатності), потім Scholastic Assessment Test (укр. Шкільний Оцінювальний Тест), але зараз абревіатура SAT ні на чому не базується.
Поточний SAT Reasoning Test, впроваджений у 2015, займає три години часу та коштує $49 ($81 Міжнародний), не беручи до уваги податки та мито за запізнілу реєстрацію.
Можлива кількість очок варіює від 400 до 1600, об'єднуючи тестові результати з двох 800-очкових секцій (володіння англійською мовою, що передбачає аналіз тексту та граматику, і математика).
При проходженні SAT або ж його аналога, ACT, є обов'язковою умовою для вступу на перший курс до багатьох, але не всіх, університетів Сполучених Штатів.
Не слід плутати тест SAT з тестом SSAT. Останній призначений для вступників на програми навчання в середні навчальні заклади.

## Застосування
College Board стверджує, що SAT оцінює ті навички грамотності і листи, які необхідні для успішного навчання в університеті, і показує, як добре кандидати справляються з завданнями, які були вивчені ними в школі і які будуть потрібні їм далі. Зазвичай іспит здається 8-, 10 — або 12-класниками (в американській системі). Також, на думку College Board, гарні результати SAT спільно з високим середнім шкільним балом є кращим показником готовності, ніж просто середній бал (дані були отримані з дослідження успішності першокурсників).
Американські школи розрізняються у фінансуванні, навчальних планах, атестації і складності навчання, це обумовлено американським федералізмом, рівнем контролю на місцях, а також поширеністю приватних шкіл і домашнього навчання. Результати SAT (і ACT) покликані бути доповненням до шкільного атестата і повинні допомогти співробітникові приймальної комісії.
Історично SAT був більш популярний серед прибережних коледжів, а ACT — серед коледжів на середньому Заході та Півдні. Є навчальні заклади, які вимагають здачу ACT. Раніше було також кілька шкіл, які взагалі не приймали SAT. Зараз всі коледжі приймають результати цього іспиту.
Деякі спільноти людей з високим IQ, такі як Менса, Prometheus Society і Суспільство потрійний дев'ятки, використовують результати іспиту з певних років як один з їхніх вступних тестів. Наприклад, Товариство потрійної дев'ятки приймає результати в 1450 балів для тих, хто склав тест до квітня 1995 року і результат не менш 1520 для тих, хто здав SAT з квітня 1995 року по лютий 2005 року.
SAT іноді здають студенти молодше 13 років для таких організацій, як Study of Mathematically Precocious Youth (дослівно «навчання математично обдарованої молоді»), що використовують результати для відбору та навчання талановитих молодих людей.

## Структура
Іспит складається з трьох розділів: аналіз тексту, математика і лист. Кожен з них дає бали, від 200 до 800. Всі результати кратні 10. Загальний результат формується складанням результатів цих трьох розділів. Кожен великий розділ розбитий на три частини. Є 10 підрозділів, включаючи експериментальні або «прирівнюючі», які можуть бути в будь-якому з трьох розділів. Експериментальний підрозділ використовується в основному для статистики і не впливає на кінцевий результат. Тест триває 3 години і 45 хвилин, але, враховуючи час, витрачений на роздачу матеріалів та інші адміністративні процедури, виходить приблизно чотири з половиною години. Питання діляться на прості, середні та складні. Як правило, прості запитання розташовуються ближче до початку, а складні — до кінця розділу.

### Аналіз тексту
Аналіз тексту — розділ SAT, який складається з трьох оцінюваних частин: дві 25-хвилинні і одна 20-хвилинна частина, з різними типами питань, включаючи завершення речення та запитання щодо читання великих і маленьких текстів. Зазвичай кожна частина починається з 5-8 питань на завершення речення, залишок питань направлений на аналіз читаних текстів. Питання на додаток пропозиції оцінюють лексикон студента і розуміння структури речення. В них необхідно вставити одне або два слова для додання реченню нормального виду. В аналізі текстів кандидати повинні, прочитавши який-небудь уривок (із наукової книги, вислів тощо) відповісти на додані до нього питання. Зустрічаються і завдання на порівняння деяких пов'язаних між собою текстів. Кількість запитань до кожного тексту пропорційно його довжині. На відміну від математичного розділу, питання не йдуть за збільшенням складності.

### Математика
Математичний розділ SAT так відомий як «Quantitative Section» або «Calculation Section». Математичний розділ складається з трьох частин — дві по 25 хвилин і одна 20-хвилинна.
- Перша частина — тест на 20 питань.
- Друга частина — тест з 8 питань з вибором відповіді та 10 питань з полем для повного написання відповіді (закреслення дозволяються).
- Третя частина — тест на 16 питань.

У SAT вирішили відмовитися від питань на порівняння, зробивши наголос на числових або символьних відповідях.
- Після введення в тест математичного аналізу і роботи з графіками, тест став вимагати набагато більших знань в математиці, ніж раніше.

#### Калькулятори
За останніми правилами, в деяких місцях, що потребують точних обчислень, щоб заощадити час, було дозволено використовувати калькулятори. Причому рекомендується користуватися геометричними калькуляторами для складних обчислень. Дослідження «College Board» показують, що з використанням калькулятора від третини до половини завдань вирішуються краще і швидше.

### Письмо
Письмова секція SAT містить тести і есе. Есе було введено в 2005 році після скарг багатьох коледжів про відсутність у них інформації про вміння абітурієнта висловлювати свої думки.
Тести включають в себе пошук помилок, доповнення речень і розбиття на параграфи. Пошук помилок та доповнення речень показують грамотність студента і вміння знаходити граматично невірні речення; в пошуку помилок потрібно знайти слово, яке породжує помилку або вказати, що все написано правильно; у доповненні речення потрібно ще й виправити знайдену помилку (якщо вона є). Розбиття на параграфи показує розуміння студентом логічної організації тексту.
На написання есе відводиться 25 хвилин. Всі есе пишуться на зазначену тему, зазвичай на яке-небудь філософське питання. При цьому тема повинна бути зрозуміла всім студентам, незалежно від їх освіти і соціального положення. Наприклад, міркування на тему значення роботи в житті людини. Строго не контролюється і структура есе. «College Board» допускає приклади, «взяті з прочитаних книг, досліджень, досвіду та власних спостережень». Дві навчені людини перевіряють кожне есе і оцінюють його від 1 до 6 балів, але якщо есе пусте, не по темі, не по англійській мові, написано не олівцем #2 або важко читається, перевіряльник може поставити 0. Підсумкова сума виходить складанням двох оцінок від двох перевіряльників. Причому, якщо оцінки різняться більше, ніж на 1 бал, підсумковий бал визначає третій чоловік. На перевірку одного есе йде близько 3 хвилин.
У березні 2004 року Dr. Les Perelman аналізував результати і виявив що в 90 % випадків результат есе можна вгадати, знаючи лише число використаних слів. Через два роки він натренував групу 12-класників писати есе, яке містить мало сенсу, але використовує рідкісні в англійській мові слова. Всі студенти отримали щонайменше 10 балів.

### Стиль питань
Більшість завдань у SAT — тести з 5 варіантами відповідей, з яких вірний лише один. Як правило, питання відсортовані по складності у всіх розділах, крім аналізу текстів, де вони йдуть в хронологічному порядку. 10 питань математичної частини вимагають чисельну відповідь.
Питання оцінюються однаково. За правильну відповідь нараховується 1 бал на сирий рахунок, за помилку знімається 1/4 бали (крім питань з чисельною відповіддю). Цим мінімізується ефективність простого вгадування. Потім отримані бали перетворюються на підсумковий рахунок, у кожному окрузі за своїми правилами.
Не рекомендується давати відповіді відразу (намагатися вгадати) на питання, у вірності яких, є сумніви.
| Тест          | Середній результат | Хвилин | Тестується                                                                                 |
| ------------- | ------------------ | ------ | ------------------------------------------------------------------------------------------ |
| Письмо        | 493                | 60     | Граматика, розуміння мовних конструкцій, лексика.                                          |
| Математика    | 515                | 70     | Робота з числами; алгебра і мат.аналіз; геометрія; статистика, ймовірність і аналіз даних. |
| Аналіз тексту | 501                | 70     | Читання і розуміння прочитаного.                                                           |

## Організація тесту
SAT в США проходить 7 разів на рік: в жовтні, листопаді, грудні, січні, березні (змінно в квітні), травні і червні. У листопаді, грудні, травні і червні зазвичай проводиться в першу суботу місяця. В інших країнах тест проводиться в той самий час за винятком весняних випробувань. У 2006 році тест був зданий 1 465 744 рази.
Кандидати можуть або здати «SAT Reasoning Test» (Тест на логічне мислення) або 3 тесту SAT Subject Tests" (Предметне тестування) в одну з дат здачі, виключаючи першу весняну здачу, коли здається тільки «Reasoning Test». Охочі скласти іспит можуть зареєструватися або онлайн на сайті «College Board», або поштою або телефону мінімум за три тижні до початку випробування.
У «SAT Subject Tests» байдуже, які тести і скільки їх буде здавати студент; студент може змінювати свою думку і складати будь-які тести, незалежно від зазначених в заявці. Вибрали здачу більшого числа іспитів, ніж було вказано в заявці раніше, після тестів отримають рахунок від «College Board» за додаткові випробування, і їхні результати будуть утримані до оплати рахунку. При цьому якщо в результаті буде обрано менше тестів, гроші повернуті не будуть.
«SAT Subject Test» коштує 49 дол. (94 дол. для іноземців). У «Предметному тестуванні» студент платить 20 дол. за сам іспит і 9 дол. за кожен обраний предмет (мовні тести з прослуховуванням коштують понад 20 дол.). «College Board» робить знижки для бідних студентів. Несвоєчасна реєстрація, реєстраційні зміни, результати телефоном і додатковий звіт про бали вимагають додаткових внесків (якщо менше 4 звітів, то безкоштовно).
Студенти, чиї релігійні переконання перешкоджають здачі іспитів в суботу, можуть звернутися з проханням перенести на наступну неділю (крім жовтня). Такі запити можуть бути подані тільки при подачі заявки. «College Board» може відмовити в подібному перенесення іспиту.
Інваліди можуть здати іспит на дому. Студенти, які у зв'язку з труднощами навчання, запрошують додатковий час тесту, можуть домогтися його збільшення на 50 % і навіть 100 %.

## Результати
Студенти отримують результати онлайн приблизно через 3 тижні після тестування або через 6 тижнів поштою: результати трьох частин (від 200 до 800 балів) і два підрезультати — есе і граматичне тестування. Сирі результати, або число балів, отриманих за правильні відповіді і забраних за невірні, також включені. За окрему плату можна отримати докладний аналіз тестів, де можна побачити, де були допущені помилки, і прочитати пояснення до кожної з них.
Процентіль (тобто відсоток повторюваності конкретного результату) варіюється від тесту до тесту. Наприклад, у 2003 році результат в 800 балів у двох частинах «SAT Reasoning Test» мав процентіль 99,9, в той час як процентіль «SAT Physics Test» з результатом 800 балів було 94. Відмінності пояснюються різним вмістом іспитів і різними розумовими здібностями студентів, які обрали їх. «Предметні тести» є об'єктом інтенсивних досліджень (частіше у формі AP, яка щодо складніше).
Процентілі різних результатів 12-класників, які складали іспит надані в таблиці нижче:
| Процентіль   | Результат, 1600-бальна шкала (за статистикою, 2006) | Результат, 2400-бальна шкала (за статистикою, 2006) |
| ------------ | --------------------------------------------------- | --------------------------------------------------- |
| 99.93/99.98* | 1600                                                | 2400                                                |
| 99+          | ≥1540                                               | ≥2290                                               |
| 99           | ≥1480                                               | ≥2200                                               |
| 98           | ≥1450                                               | ≥2140                                               |
| 97           | ≥1420                                               | ≥2100                                               |
| 88           | ≥1380                                               | ≥1900                                               |
| 83           | ≥1280                                               | ≥1800                                               |
| 78           | ≥1200                                               | ≥1770                                               |
| 72           | ≥1150                                               | ≥1700                                               |
| 61           | ≥1090                                               | ≥1600                                               |
| 48           | ≥1010                                               | ≥1500                                               |
| 36           | ≥950                                                | ≥1400                                               |
| 15           | ≥810                                                | ≥1200                                               |
| 4            | ≥670                                                | ≥1010                                               |
| 1            | ≥520                                                | ≥790                                                |

* Процентіль вищого балу був 99,98 на 2400-бальною шкалою і 99,93 на 1600-бальною шкалою.
Старий «SAT» (до 1995 року) мав дуже високі обмеження. У будь-якому році лише 7 з 1 000 000 осіб, які здають отримали результат понад 1580 (процентіль 99,9995).

## SAT та ACT
«College Board» випустили неофіційну статистику порівняння «SAT» і «ACT», засновану на результатах 103 525 тестів від студентів, які склали обидва іспити за період з жовтня 1994 року по грудень 1996, хоча, звичайно, обидва тесту сильно змінилися з тих часів. Деякі коледжі також підготували власну статистику. Таблиця нижче заснована на даних від Університету Каліфорнії:
| SAT (до перевірки секції листа) | SAT (із листом) | ACT складовий результат |
| ------------------------------- | --------------- | ----------------------- |
| 1600                            | 2400            | 36                      |
| 1560-1590                       | 2340-2390       | 35                      |
| 1520-1550                       | 2280-2330       | 34                      |
| 1480-1510                       | 2220-2270       | 33                      |
| 1440-1470                       | 2160-2210       | 32                      |
| 1400-1430                       | 2100-2150       | 31                      |
| 1360-1390                       | 2040-2090       | 30                      |
| 1320-1350                       | 1980-2030       | 29                      |
| 1280-1310                       | 1920-1970       | 28                      |
| 1240-1270                       | 1860-1910       | 27                      |
| 1200-1230                       | 1800–1850       | 26                      |
| 1160–1190                       | 1740–1790       | 25                      |
| 1120–1150                       | 1680–1730       | 24                      |
| 1080–1110                       | 1620–1670       | 23                      |
| 1040–1070                       | 1560–1610       | 22                      |
| 1000–1030                       | 1500–1550       | 21                      |
| 960–990                         | 1440–1490       | 20                      |
| 920–950                         | 1380-1430       | 19                      |
| 880–910                         | 1320–1370       | 18                      |
| 840–870                         | 1260–1310       | 17                      |
| 800–830                         | 1200–1250       | 16                      |
| 760–790                         | 1140–1190       | 15                      |
| 720–750                         | 1080–1130       | 14                      |
| 680–710                         | 1020–1070       | 13                      |
| 640–670                         | 960–1010        | 12                      |
| 600-630                         | 900–950         | 11                      |

## Історія розвитку
Спочатку використовуючись коледжами і університетами північно-східної частини США і розроблений психологом Карлом Бриганом, «SAT» був позиціонований як тест для людей з будь-яким соціально-економічним становищем.

### Початок. 1901
College Board була заснована 17 червня 1901 року. Тоді склали тест 973 студенти в 67 місцях в США і двома в Європі, причому близько 1⁄3 здавали в Нью-Йорку, Нью-Джерсі і Пенсільванії. Більшість людей, які здають було з приватних шкіл, академій і шкіл з державним фінансуванням. Близько 60 % тих людей, які здавали вступили до Колумбійського університету. Тест містив розділи англійською, французькою, німецькою, латинською, грецькою, а також з історії, математики, хімії та фізики. Оцінювалося на «відмінно», «добре», «сумнівно», «погано» або «дуже погано»

### 1926
23 червня 1926 року став називатися «Scholastic Aptitude Test» — тест шкільних здібностей. Цей тест, підготовлений комітетом Карла Бригана, мав наступні частини: визначення, арифметика, класифікація, антоніми, логіка, розбивка на абзаци і т. д.. Понад 8000 студентів з 300 тестових центрів складали цей іспит. 60 % з них становили чоловіки. Трохи більше чверті студентів вступили до Єльського університету і Коледжу Сміта. Тест проходив дуже швидко, особа, що складала тест, повинна була відповісти на 315 питань лише за 90 хвилин.

### 1928—1929
У 1928 році кількість лінгвістичних розділів було скорочено до 7, а час здачі збільшено до двох з гаком годин. У 1929 кількість лінгвістичних розділів знову було зменшено — тепер до 6. Ці зміни значно послабили часові рамки. Тести з математики були також ліквідовані.

### 1930—1945
У 1930 «SAT» був поділений на два розділи: лінгвістика і математика, з цією структурою іспит залишався до 2004 року. Лінгвістична частина була скорочена, і стала екзаменувати тільки знання антонімів, роботу з подвійними визначеннями (щось схоже на доповнення речень) і розбиття на параграфи. У 1939 аналогії були знову включені. Між 1939 і 1946 студенти мали від 80 до 115 хвилин для відповідей на 250 питань лінгвістичного тесту (більше третини з них ставилися до перевірки знань антонімів). Математичний розділ був введений у 1930 році і складався з 100 питань, які не потребують обов'язкової відповіді. Маючи тривалість 80 хвилин, він був більше націлений на тестування швидкості виконання завдань. З 1936 по 1941, включаючи тести 1928—1929 років, математичний іспит «SAT» був відсутній. У 1942 році він повернувся у вигляді тестів.

### 1946—1979
Розбиття на параграфи було усунуто з лінгвістичної частини в 1946. Замість цього з'явилися завдання на розуміння змісту тексту, і «подвійні визначення» були замінені існуючими завданнями на додаток речень. З 1946 по 1957 студентам давалося від 90 до 100 хвилин на виконання 107—170 лінгвістичних питань. Запущені в 1958 часові рамки в 75 хвилин на 90 питань протрималися аж до 1975 року. У 1959 питання на достатність даних були введені в математичну частину, а в 1975 замінені питаннями на порівняння величин. У 1974 час, що дається на виконання математичної та лінгвістичної частини, було знижено з 75 до 60 хвилин на кожну, але натомість були внесені зміни, які спрощували тести.

### Зміни з 1980
Було проведено впровадження рахунку «Stivers». Ця зміна була введена Educational Testing Service, яке управляє справами SAT, і була спрямована на поліпшення умов для надходження людям, що страждають від соціально-економічних бар'єрів. Оригінальний проєкт «Strivers», який був у фазі розробки від 1980—1994, давав спеціальний статус «Striver» тестованим, які заробили на 200 балів більше, ніж слід було б очікувати, виходячи з їх соціального положення. Ідея полягала в тому, що це дасть меншинам більше шансів бути прийнятими в інститути з більш високими вимогами, наприклад з Ліги плюща. У 1992 році проєкт Strivers в результаті витоку інформації став відомий громадськості; в результаті був закінчений в 1993. Після того, як Федеральні суди почули аргументи від ACLU, NAACP і Educational Testing Service, суди постановили довести до ладу систему визначення соціального статусу студента, заявляючи, що тільки вік, раса і zip-код (індекс) можуть використовуватися при виявленні потенційних кандидатів на прапор «Stiver». Ці зміни були внесені у SAT в 1994 році.

### 1994
У 1994 році лінгвістична секція SAT зазнала гучних змін. Серед них було видалення питань з антонімами і збільшений акцент на аналізі текстів. Математична частина також була змінена (в основному завдяки тиску Національної ради вчителів математики). Вперше з 1934 року був зроблений наголос на тестах замість числових відповідей. Вперше в історії в 1994 році було дозволено використання калькуляторів під час іспиту. В математичну частину було введено поняття ймовірності, нахили, елементарна статистика, завдання на «проблемний підрахунок» (коли на картинці, посипаної чим-небудь, потрібно щось порахувати), пошук моди.

### 2002
У 2002 році була скасована послуга запиту згоди студента з отриманими результатами SAT Subject Tests перед надсиланням результатів у навчальні заклади. Не погодившись з результатом, студент міг перездати тест. College Board відновили цю систему тільки навесні 2009 року. Послуга представлена додатковою, тому залишається неясним, чи вказується в документах з результатами, які направляються в коледжі, використання цього. Деякі престижні навчальні заклади (включаючи Єльський університет і Стенфордський університет) оголосили, що будуть вимагати повну інформацію про абітурієнта. Інші, наприклад, Массачусетський технологічний інститут та Гарвардський університет, брали і студентів, що таким чином пересклали.

### 2005
У 2005 році тест був змінений знову, в більшій частині через критику від Каліфорнійського університету. У зв'язку з наявністю неоднозначності в деяких питаннях, особливо пов'язаних з аналогіями, було прийнято рішення усунути деякі завдання (аналогії з лінгвістичної частини і питання на кількісне порівняння з математичної). Щоб зупинити щорічне зростання результатів, тест зробили трохи складніше. Був введений письмовий тест (есе), який був запозичений із SAT Subject Test, для оцінювання творчих здібностей студента. Очікувалося, що це зменшить дедалі більший розрив між високими і низькими результатами. Новий SAT (відомий як SAT Reasoning Test) був представлений 12 березня 2005 року, відразу після завершення «старого» SAT. Математична частина була розширена до програми 3 років школи вищої математики. Лінгвістична частина була перейменована в «Critical Reading» (в цьому випадку — «Аналіз тексту»).

## Перейменування і тенденція результатів
Початковою назвою було «Scholastic Aptitude Test» — Шкільний Тест Здібностей. У 1990, через невизначеність щодо можливостей SAT оцінювати розумові здібності, назву було змінено на Scholastic Assessment Test — Шкільно-випробувальний тест. У 1993 році були SAT I: Reasoning Test (не перекладається, псевдо-акронім) для більшої відмінності від SAT II: Subject Tests — Предметне Тестування. До цих змін підштовхнула гостра критика, до того ж назви вже слабо відповідали дійсності; SAT слабо тестував те, що він повинен був тестувати, виходячи з назви. У 2004 римські цифри у назв були видалені, і тести взяли свої поточні назви.
Спочатку середнім балом по тесту було значення 500 ± 100 балів. Коли тест став популярнішим і його почали здавати студенти набагато більшого числа шкіл, середнім результатом стало 428 на лінгвістику і 478 на математику. Точкою повороту став 1995 рік, коли результати знову стали наближатися до 500. Результати від 1994 і до жовтня 2001 стали відзначатися літерою «R» (наприклад 1250R) для відмітки цієї зміни. Старі результати можуть бути приведені до нових за спеціальними таблицями «College Board». Поточні студенти мають на 70-100 балів (в середньому) вище своїх батьків.

## Проблеми жовтня 2005
У березні 2006 року було оголошено, що невеликий відсоток робіт з іспиту жовтня 2005-го був оцінений невірно. Через вологість паперу сканер невірно зчитував інформацію. College Board оголосили, що готові переглянути результати студентів, які отримали в результаті тих подій нижчий бал, але до того часу багато хто вже встигли подати заявки до коледжів. Також було прийнято рішення не знижувати бал студентам, які за тих же самих подій отримали більший результат. В результаті було подано близько 4400 позовів, питання вирішилося лише в серпні 2007, коли спільно з College Board кілька компаній виділили 2,85 млн дол. на виплату компенсацій: кожен студент повинен був вибрати, або забрати 275 дол., або продовжувати судитися для отримання більшої суми.

## Розрив у результатах математики та лінгвістики
У 2002 році Річард Роштейн (вчений і журналіст) написав статтю в «New York Times» про зростання середніх результатів з математики в «SAT» і «ACT», при тому як середні лінгвістичні результати залишалися приблизно однаковими. Перше і поки що єдине дослідження даної теми провів James Lech, Ed.D. та M. T. S. Спочатку дослідник припустив, що причиною зростання показників з математики є спрощення питань тесту за останнє десятиліття. Дане припущення їм було досліджено за участю 1500 довільно вибраних, кваліфікованих, шкільних вчителів математики. Однак результати не підтвердили початкове припущення. В більшості випадків було виявлено, що питання з математики за останні роки ставали навіть трохи складніше.

## Критика

### Упередження
За десятиліття багато критики було на адресу розробників лінгвістичної частини, в основному з причини культурних упереджень до білих та багатих. Відомим прикладом тому є питання аналогії «весляр — регата». Суть його була в пошуку пари термінів, суть яких близька до пари «бігун» і «марафон». Коректна відповідь був «весляр» і «регата». Вибір коректної відповіді передбачав знання студента в цьому виді спорту, який популярний серед багатих, так само знання про структуру та термінології. 53 % білих студентів зуміли правильно відповісти на питання і лише 22 % чорних. Однак, за словами Murray і Herrnstein, чорно-білий розрив менший в просто питаннях про культуру, ніж в питаннях, які намагаються бути культурно-нейтральними. Питання на аналогії були замінені читанням текстів.

### Відсутність правильної відповіді серед варіантів
У  1982 році на одне з запитань, пов'язане з парадоксом обертання монети, ніхто не дав правильної відповіді, тому що її не було серед запропонованих варіантів. Після тесту троє абітурієнтів незалежно один від одного довели, що англомовне формулювання завдання дозволяло вважати правильними дві різні відповіді, жодна з який не була передбачена у тесті. Помилку визнали, було прийнято рішення не звертати увагу на відповіді по цьому питанню, що призвело до перерахунку результатів всіх тестів за цей рік .

### Залежність балів від доходів
Недавні дослідження показали, що студенти з сімей з високим доходом отримують результати вище середніх. Наприклад, у Каліфорнії кандидати з родин з річним доходом менше ніж 20 000 дол. отримали в середньому 1310 балів, в той час як абітурієнти, чиї сім'ї отримують понад 200 000 дол. у рік, показали середній результат 1715 (різниця в 405 балів). Прості підрахунки показують, що кожні 20 000 доларів в рік додають близько 40 балів до результату. Президент College Board у відповідь запропонував відмовитися від підготовчих курсів до SAT на користь старанного навчання в старших класах.

### Зниження популярності SAT
Зростаюче число коледжів відповіли на критику приєднанням до «SAT optional movement». Ці коледжі не запитують результати «SAT» для вступу.
У виступі 2001 року у Федеральному раді з освіти Річард К. Аткінсон, президент Каліфорнійського університету, закликав зробити здачу «SAT Reasoning Test» необов'язковою для прийому до коледжу.
У відповідь на погрози Університету Каліфорнії Рада по Вступу в Коледжі оголосив реструктуризацію «SAT», яка повинна була набрати чинності в березні 2005 року.

### Критика з MIT
З 2005 року контролюючий викладання лінгвістики Массачусетського технологічного інституту (MIT) Ліс Перельман (Les Perelman) переконував у тому, що дуже висока кореляція між оцінкою есе і його довжиною. Після перегляду 50 есе він виявив, що чим більше довжина, тим вище була поставлена оцінка. Фактично, він припустив, що, знаючи довжину есе, можна в 90 % випадків передбачити результат, навіть не читаючи вмісту. Він також виявив, що кілька з перевірених ним робіт були сповнені грубих помилок, але в College Board не стали переглядати результати.
Перельман, поряд з Національною радою вчителів англійської мови, розкритикував цей 25-хвилинний письмовий розділ іспиту, який, на їхню думку, руйнував стандарти навчання письма в школах. Вони стверджують, що вчителі повністю концентруються на підготовці учнів до SAT, не приділяючи належної уваги вичитування, глибині і точності тексту. Замість цього дають довгі, шаблонні і багатослівні формулювання. «Ви змушуєте вчителів натаскувати учнів так, що вони стають поганими авторами», — підсумував Перельман.